# Sven Schulze
Sven Schulze (ur. 31 lipca 1979 w Quedlinburgu) – niemiecki polityk, działacz partyjny i młodzieżowy, deputowany do Parlamentu Europejskiego VIII i IX kadencji (2014–2021), minister w rządzie Saksonii-Anhaltu.

## Życiorys
Z wykształcenia inżynier. W 1997 wstąpił do Unii Chrześcijańsko-Demokratycznej oraz jej organizacji młodzieżowej Junge Union. Był m.in. przewodniczącym JU w powiecie Quedlinburg, a w 2006 stanął na czele struktur młodzieżówki w kraju związkowym Saksonia-Anhalt. Wszedł również w skład władz regionalnych i powiatowych CDU. Od 1998 wybierany do rady gminy Heteborn, w latach 2004–2007 był członkiem rady powiatu Quedlinburg.
W wyborach europejskich w 2014 z ramienia chadeków uzyskał mandat eurodeputowanego VIII kadencji. W 2019 z powodzeniem ubiegał się o reelekcję.
W marcu 2021 został wybrany na przewodniczącego CDU w Saksonii-Anhalcie. We wrześniu tego samego roku objął stanowisko ministra gospodarki, turystyki, rolnictwa i leśnictwa w rządzie krajowym Reinera Haseloffa, w konsekwencji odchodząc z PE.